# Latécoère 570
Latécoère 570 là một mẫu máy bay ném bom hạng trung hai động cơ của Pháp, được thiết kế trong thập niên 1930.

## Tính năng kỹ chiến thuật
Dữ liệu lấy từ Cuny 1992, tr. 257
Đặc điểm tổng quát
- Kíp lái: 4
- Chiều dài: 18.80 m (61 ft 8 in)
- Sải cánh: 23.40 m (76 ft 9 in)
- Chiều cao: 6.51 m (21 ft 4 in)
- Diện tích cánh: 78 m2 (840 ft2)
- Trọng lượng rỗng: 5.841 kg (12.877 lb)
- Trọng lượng có tải: 10.080 kg (22.223 lb)
- Powerplant: 2 × Hispano-Suiza 14Aa-04/05, 840 kW (1,125 hp) mỗi chiêc

Hiệu suất bay
- Vận tốc cực đại: 469 km/h (291 mph)
- Tầm bay: 2.000 km (1.243 dặm)
- Trần bay: 8.800 m (1.243 ft)
- Vận tốc lên cao: 6,50 m/s (1.280 ft/phút)

Vũ khí trang bị
- 2× pháo Hispano HS9 20 mm (0.79 in)
- Lên tới 2.100 kg (4.630 lb) bom